# Вапнярня-Третя
Вапнярня-Третя (пол. Wapniarnia Trzecia) — село в Польщі, у гміні Тшцянка Чарнковсько-Тшцянецького повіту Великопольського воєводства.
Населення — 179 осіб (2011).
У 1975-1998 роках село належало до Пільського воєводства.

## Демографія
Демографічна структура станом на 31 березня 2011 року:
|          | Загалом | Допрацездатний вік | Працездатний вік | Постпрацездатний вік |
| -------- | ------- | ------------------ | ---------------- | -------------------- |
| Чоловіки | 101     | 19                 | 72               | 10                   |
| Жінки    | 78      | 14                 | 47               | 17                   |
| Разом    | 179     | 33                 | 119              | 27                   |